# That’s Lobstertainment!
That’s Lobstertainment! (рус.  «Это Шоу Лобстеров!») — восьмой эпизод третьего сезона мультсериала «Футурама». Североамериканская премьера этого сезона состоялась 25 февраля 2001 года.

## Сюжет
После неудачной попытки стать стендап-актёром Доктор Зойдберг обращается за помощью к своему дяде Гарольду Зойду, знаменитому голливудскому комику времён немых голограмм. Команда отправляется в Голливуд, где Бендер нанимается на работу к Калькулону, а Зойдберг встречается с родственником, ныне живущим в забвении. Вместе лобстеры решают снять драматический фильм. Вложить один миллион долларов и стать главным актёром, которому гарантируется Оскар и мировая известность, соглашается Калькулон.
После провала фильма Калькулон клянётся убить лобстеров и Бендера, если они не достанут ему статуэтку. Роботу и доктору приходится проникнуть за кулисы церемонии награждения, чтобы включить Калькулона в номинанты. В конце концов, Зойдберг награждает своего дядю, а Калькулон прощает их, так как Гарольд Зойд является одним из его кумиров.
В это время Фрай и Лила из-за непреклонности последней на 2 недели застревают в смоляной яме. Им удаётся благополучно выбраться по подземным коммуникациям и успеть на вечеринку.

## Персонажи
Список новых или периодически появляющихся персонажей сериала
- Голова Билли Кристала
- Голова Джоан Риверз
- Боксиробот
- Калькулон
- Юморбот 5.0
- Флорп
- Дебют: Гарольд Зойд
- Киф Крокер
- Мишель
- Моник
- Морбо
- Паули Шоре
- Петуния
- Зепп Бранниган
- Друг-человек

## Интересные факты